# Figueiró (Santiago e Santa Cristina)
Figueiró (Santiago e Santa Cristina) (llamada oficialmente União das Freguesias de Figueiró (Santiago e Santa Cristina)) es una freguesia portuguesa del municipio de Amarante, distrito de Oporto.

## Historia
Fue creada el 28 de enero de 2013 en aplicación de una resolución de la Asamblea de la República de Portugal promulgada el 16 de enero de 2013 con la unión de las freguesias de Santa Cristina de Figueiró y Santiago de Figueiró, pasando su sede a estar situada en la antigua freguesia de Santiago de Figueiró.

## Demografía
| Gráfica de evolución demográfica de Figueiró (Santiago e Santa Cristina) entre 2011 y 2021 |
|                                                                                            |
| Datos según el nomenclátor publicado por el INE portugués.                                 |